# Панентеизм
Панентеи́зм (от др.-греч. πᾶν ἐν θεῷ, «всё в Боге») — религиозно-философский термин, введённый учеником Иоганна Готлиба Фихте, немецким философом Карлом Краузе (1781—1832) в 1828 году. Краузе употреблял данный термин по отношению к позднему наукоучению Фихте, рассматривая панентеизм как учение, согласно которому «единое содержит в себе и через себя весь мир». Позднее этот термин был использован другими авторами, в частности, он активно использовался Фридрихом Бутервеком (1766—1828).
В панентеизме Бог оказывается имманентен всему сущему, при этом одновременно трансцендентен, то есть превосходит его, поскольку сущее присутствует в Боге, но не исчерпывает Божественное как таковое. Таким образом, в строгом смысле слова панентеизм это учение о том, что всё небожественное в той или иной форме причаствует Божественному, в отличие от пантеизма, согласно которому всё сущее полностью отождествляется с Божественным.
Согласно Генриху Шмидту в панентеизме Вселенная пребывает в Боге, а мир — способ проявления Бога. В отличие от пантеизма, в панентеизме Бог не растворяется в мире и может рассматриваться как личность. Бог присутствует во всех вещах, включает в себя Вселенную, но также находится и вне её. Некий аспект Бога является трансцендентным по отношению ко всему окружающему сущему. В панентеизме божественное бытие рассматривается одновременно как трансцендентное и имманентное.
Русский философ С. Л. Франк именовал этим термином свою философскую систему.
Принципы панентеизма разделяли Н. А. Бердяев, С. Н. Булгаков, П. Флоренский.

«Наш природный мир есть мир греховный и в греховности своей внебожественный. Но истинный мир есть мир в Боге. Панентеизм лучше всего выражает отношение между Богом и миром. Пантеизм есть ложь, но в нём есть доля истины, и она выражена в панентеизме. Панентеизм только выражает состояние мира преображенного. Мир, человечество, космическая жизнь принципиально божественны, а не внебожественны, в них действуют Божественные энергии. Тварность преодолима. Преодолимо ничто, с которым связана тварность. Тварный мир может быть обожен».
— Н. А. Бердяев «Философия свободного духа»
Православное учение об имманентности мирозданию Божественных энергий именуется «паламистским панентеизмом».